# Associació Valenciana d'Especialistes en Informació
L'Associació Valenciana d'Especialistes en Informació (AVEI), va ser una associació professional valenciana activa entre 1993 i el 2010.
Sorgida el 1993 de les inquietuds d'una sèrie de professionals valencians del camp de la informació, documentació, biblioteconomia i arxivística, amb l'objectiu de tractar de millorar les condicions del sector impulsar la formació continuada, creació de grups de treball i realització d'estudis i projectes. Mentre va ser activa, l'associació va formar part de la Federació Espanyola de Societats d'Arxivística, Biblioteconomia, Documentació i Museística (FESABID). L'AVEI, junt a l'Associació de Bibliotecaris Valencians, van ser les dues associacions que posteriorment van impulsar la creació del Col·legi Oficial de Bibliotecaris i Documentalistes de la Comunitat Valenciana. Entre 1994 i 2002 va publicar la revista MEI (Métodos de Información), i en 2010 va cedir la capçalera de la revista al COBDCV, que en l'actualitat la ha transformat a format edició digital.